# 小川正和
小川 正和（おがわ まさかず、1979年3月10日 - ）は、日本のアニメーションプロデューサー。株式会社CA Soa代表取締役社長。

## 略歴
佐賀県神埼郡出身。東京大学法学部を卒業後、2002年4月に新卒でサンライズに入社。
『機動戦士ガンダムAGE』や『機動戦士ガンダム 鉄血のオルフェンズ』といったガンダムシリーズでプロデューサーを務める。
2019年3月1日、SUNRISE BEYONDを設立し代表取締役社長に就任（2024年4月1日付でバンダイナムコフィルムワークスに吸収合併され解散）。
2025年1月10日、サイバーエージェントの子会社として設立されたアニメ制作スタジオ「CA Soa」の代表取締役社長に就任。

## 参加作品

### テレビアニメ
2002年
- Witch Hunter ROBIN  - 制作進行
- 機動戦士ガンダムSEED（2002年 - 2003年） - 制作進行

2004年
- 機動戦士ガンダムSEED DESTINY （2004年 - 2005年） - 制作進行

2006年
- ゼーガペイン - 制作デスク

2007年
- 機動戦士ガンダム00（2007年 - 2008年） - 制作デスク

2008年
- 機動戦士ガンダム00 セカンドシーズン（2008年 - 2009年） - 制作デスク

2011年
- 機動戦士ガンダムAGE（2011年 - 2012年）- プロデューサー

2013年
- ガンダムビルドファイターズ（2013年 - 2014年）- プロデューサー

2014年
- ガンダムビルドファイターズトライ（2014年 - 2015年）- プロデューサー

2015年
- 機動戦士ガンダム 鉄血のオルフェンズ（2015年 - 2016年） - プロデューサー

2016年
- 機動戦士ガンダム 鉄血のオルフェンズ 弐（2016年 - 2017年） - プロデューサー

2018年
- ガンダムビルドダイバーズ - プロデューサー

2021年
- 境界戦機（2021年 - 2022年） - エグゼクティブプロデューサー

### 劇場アニメ
2010年
- 劇場版 機動戦士ガンダム00 -A wakening of the Trailblazer- - アシスタントプロデューサー

### OVA
2004年
- 機動戦士ガンダムSEED スペシャルエディション 虚空の戦場 - 制作進行
- 機動戦士ガンダムSEED スペシャルエディションII 遙かなる暁 - 制作進行
- 機動戦士ガンダムSEED スペシャルエディションIII 鳴動の宇宙 - 制作進行

2009年
- 機動戦士ガンダム00 スペシャルエディションI ソレスタルビーイング - 制作デスク
- 機動戦士ガンダム00 スペシャルエディションII エンド・オブ・ワールド - 制作デスク

2010年
- 機動戦士ガンダム00 スペシャルエディションIII リターン・ザ・ワールド - 制作デスク

2013年
- 機動戦士ガンダムAGE MEMORY OF EDEN - プロデューサー

### Webアニメ
2022年
- 機動戦士ガンダム 鉄血のオルフェンズ ウルズハント（2022年 - 2023年） - プロデューサー

2023年
- 境界戦機 極鋼ノ装鬼 - エグゼクティブプロデューサー
- ガンダムビルドメタバース - エグゼクティブプロデューサー